# Amtsgericht Beuthen an der Oder
Das Amtsgericht Beuthen an der Oder war ein preußisches Amtsgericht mit Sitz in Beuthen an der Oder.

## Geschichte
In Beuthen an der Oder bestand von 1849 bis 1879 die Gerichtskommission Beuthen an der Oder des Kreisgerichts Freystadt. Das königlich preußische Amtsgericht Beuthen wurde mit Wirkung zum 1. Oktober 1879 als eines von 14 Amtsgerichten im Bezirk des Landgerichtes Glogau im Bezirk des Oberlandesgerichtes Breslau gebildet. Der Sitz des Gerichtes war Beuthen. Sein Gerichtsbezirk umfasste aus dem Landkreis Freystadt i. Niederschles. die Stadtbezirke Beuthen und Neustädtel, die Amtsbezirk Beuthen und Neustädtel. Am Gericht bestand 1880 eine Richterstelle. Das Amtsgericht war damit ein kleines Amtsgericht im Landgerichtsbezirk. In Folge der Weltwirtschaftskrise wurden 60 Amtsgerichte auf Grund von Sparverordnungen aufgehoben. Mit der Verordnung über die Aufhebung von Amtsgerichten vom 30. Juli 1932 wurde das Amtsgericht Carolath zum 30. September 1932 aufgehoben und sein Sprengel (Landgemeinden Bielawe, Carolath, Hohenborau, Reinberg, Rosenthal und Thiergärten und ein Gutsbezirk) dem Amtsgericht Beuthen zugeordnet.
Im Jahre 1945 wurde der Amtsgerichtsbezirk unter polnische Verwaltung gestellt, und die deutschen Einwohner wurden vertrieben. Damit endete auch die Geschichte des Amtsgerichtes Beuthen.